# Píseční červi Duny
Píseční červi Duny (v originále Sandworms of Dune, 2007) je sci-fi román amerických spisovatelů Briana Herberta a Kevina J. Andersona, který uzavírá sérii Duna, již vytvořil Frank Herbert, otec Briana Herberta. Šestý díl, Kapitula: Duna (Chapterhouse: Dune, 1985), poslední román Franka Herberta, nechal celou sérii nedokončenou, proto se autoři rozhodli v sérii pokračovat sedmým dílem Lovci Duny (Hunters of Dune, 2006), na nějž navázal poslední díl, Píseční červi Duny.
Příběh sleduje finální bitvu mezi obyvatelstvem Starého impéria a tajemným Nepřítelem, jímž se ukážou být myslící stroje, o nichž se soudilo, že byly poraženy už před 15.000 lety.

## Příběh
Stejně jako kniha Lovci Duny sleduje příběh dvě hlavní linie.

### Staré impérium
V první sledujeme Murbellu a její sjednocené Sesterstvo, které pokračuje v budování obrany vůči myslícím strojům. Naváže spolupráci s Iksem a Kosmickou gildou, od nichž požaduje, aby vybudovali armádu kosmických lodí, vybavených vyhlazovači - tajemnou zbraní, kterou kdysi Ctěné matre uloupili myslícím strojům. Přitom však netuší, že Iks i Gilda jsou tajně ovládáni Omniovými Tvarovými tanečníky. Gildaři prohlašují, že nemají dostatek melanže pro navigátory, a proto vybaví lodě iksanskými kompilátory, které rovněž mohou sloužit kosmické navigaci, ale nebývají příliš spolehlivé.
Mezitím Tleilaxan Waff geneticky zmutuje arrakiského písečného červa a vychová jedince, kterým nevadí voda. Tajně je vysadí do moří planety Buzzelu, kde mořští červi začnou velice rychle prosperovat a produkovat extrémně silnou melanž, označovanou jako ultrakoření. Waff se poté přesune na Arrakis, kde se pokouší znovu vysadit písečné červy, ovšem neúspěšně.
Když se Murbella v čele imperiálních sil rozhodne postavit k finálnímu odporu vůči postupujícímu Nepříteli, všechny vyhlazovače se ukážou jako nefunkční a kompilátory vypovědí službu, takže Murbellina armáda zůstane prakticky bez výzbroje a neschopna pohybu trčet ve vesmíru, zatímco myslící stroje zahájí útok na Kapitulu, hlavní planetu Sesterstva.

### Duncan Idaho na útěku
V druhé linii příběhu sledujeme Duncana Idaha, který na lodi Ithaka pokračuje v nekonečné pouti vesmírem. Matka představená Sheena nařídí vypěstovat další gholy, nejprve Alii Atreidovou. Po ní následují hrdinové Služebnického džihádu Xavier Harkonnen, Serena Služebnice a atreidský zbrojmistr Gurney Halleck, kteří jsou však ještě před narozením usmrceni neznámým sabotérem. Duncan se domnívá, že sabotér je Tvarový tanečník, který na loď pronikl, když před lety přistáli na planetě Psovodů. Přestože jeho útoky pokračují a poškozuje zařízení lodi a zásoby, jeho identitu se nedaří odhalit. Sheena se rozhodne, že je třeba začít oživovat vzpomínky gholů, aby mohla posádka využít jejich schopností. Nejprve jsou vyvolány vzpomínky Yuehovi, Stilgarovi a Lietu Kynesovi, později také Jessice.
Sabotérovy akce mezitím dosáhnou takového rozsahu, že je Duncan nucen přistát na planetě Qelsu, aby doplnil zásoby. Tam zjistí, že dříve krásná planeta se potýká s nečekaným nebezpečím, šířící se pouští. To zavinilo Sesterstvo Bene Gesserit, které v minulých stoletích posílalo své členky do vzdáleného vesmíru, aby se pokusili kolonizovat vzdálené světy a přinést tam písečné červy, kteří by se stali producenty melanže a zajistili tak Sesterstvu její další zdroj. Qelsané proto všechny benegesseriťanky vyhubili, avšak s písečnými červy si nevědí rady. Duncanovi dovolí na planetě doplnit zásoby a gholové Stilgar a Liet Kynes z Duncanovy posádky se rozhodnou na planetě zůstat, aby uplatnili své fremenské dovednosti a pomohli Qelsanům připravit se na nevyhnutelný pouštní život.
Při další pouti Ithaky se Sheena rozhodne připravit dalšího gholu, avšak nechce nikomu prozradit, kdo jím bude. Starý rabbi, který se netají svým odporem vůči gholům, požádá Yueha, aby zjistil, kdo má být novým gholou a sežene mu vzorek jeho DNA. Yueh s hrůzou zjistí, že gholou má být harkonnenský mentat a jeho úhlavní nepřítel Piter de Vries, a proto nezrozeného gholu zahubí. Ke svému činu se přizná, avšak Sheena ho vyvede z omylu, gholou totiž neměl být Piter, ale vévoda Leto Atreides. Yueh se tak rázem stane hlavním podezřelým ze sabotáží. Později je ghola Thufira Hawatta znenadání usmrcen jedním z písečných červů, a tak se ukáže, že byl ve skutečnosti Tvarovým tanečníkem. Překvapený Duncan se proto rozhodne pečlivě prozkoumat celou posádku, zda se mezi ní neukrývají ještě další Tvaroví tanečníci. Během tohoto výzkumu starý rabbi uprchne do řídícího centra lodi, kde se zabarikáduje a tím vyjde najevo, že on je druhým Tvarovým tanečníkem. K záměně došlo, když Thufir s rabbim krátce osaměli na planetě Psovodů a byli nahrazeni. Falešný rabbi přesune Ithaku přímo do centra říše myslících strojů a odpálí bomby, které už dříve nainstaloval k Holtzmannovým generátorům. Teprve potom se Alii (díky její drobné postavě, neboť jsou jí pouhé tři roky) podaří proniknout ventilací do řídícího centra a rabbiho zabít. Těžce poškozenou loď se pokusí opravit Miles Teg za použití svých schopností, které mu umožňují pohybovat se neuvěřitelnou rychlostí. Oprava se mu nakonec zdaří, ale sám zhyne vyčerpáním. Duncan se s opravenou lodí snaží uniknout, ale ihned je znovu dopaden Nepřítelem. Ithaka je pak přesunuta na Synchronizaci, kam se mezitím přemístil i ghola Vladimira Harkonnena s Paolem a Khronem, vůdcem Tvarových tanečníků.

### Závěr ságy
Duncan Idaho a další členové posádky jsou předvedeni do hlavního Omniova sálu, kde jim nezávislý robot Erasmus vysvětlí, že k definitivnímu vítězství potřebují myslící stroje Kwisatze Haderacha. Protože v tuto chvíli mají jak Paula z Ithaky, tak jeho dvojníka Paola, z nějž Vladimir Harkonnen vychoval sadistického výrostka, podobného jeho krutému synovci Feydovi, Erasmus se rozhodne, že se mají utkat v souboji a Kwisatzem Haderachem se stane vítěz. Souboj je dlouho vyrovnaný, ale zatímco Paolo se zcela soustředí na boj, Paul je zmítán vnitřní nejistotu, protože tuší, že být Kwisatzem Haderachem může být spíše prokletí. Kvůli tomu je přemožen a Paolo je smrtelně zraní dýkou. Za vítězství mu Erasmus věnuje ultrakoření, které na Synchronizaci Khrone dopravil z Buzzelu. Na Paola má však nečekaný účinek - upadne do melanžového transu, v němž sice získá úplnou a dokonalou vizi minulosti i budoucnosti, ale celý svět mu tak náhle připadá naprosto nudný a předvídatelný, takže se ze svého transu nedokáže vymanit, ani nijak komunikovat. K Paolovi se vrhne doktor Yueh, a pod záminkou vyšetření mu odebere dýku, s níž probodne Vladimira Harkonnena, a dočká se tak konečně své pomsty.
Chani, která vidí umírajícího Paula, se náhle odkryje její minulý život. Totéž se však stane i Paulovi, jenž měl v minulém životě benegesseritské schopnosti a nyní díky nim vyléčí své vnitřní zranění a uzdraví se. Zároveň pochopí, že není oním hledaným finálním Kwisatzem Haderachem, jímž je ve skutečnosti Duncan Idaho - který sice neprocházel žádným genetickým programem, ale díky neustálému klonování za dob Leta II. a genetickým manipulacím Tleilaxanů se z něj stal člověk naprosto mimořádných schopností, jimiž překonává benegesseritské sestry i nejlepší z mentatů.
Mezitím se na Synchronizaci objeví i Orákulum času, které díky Duncanově lodi konečně lokalizovalo Omniův svět. Orákulum použije svých schopností a vyjme Omniovu inkarnaci ze všech ovládnutých planet i myslích strojů a přesune jej do paralelního vesmíru. Myslící stroje se tak ocitnou zcela bez vlády. Duncan Idaho si však uvědomí, že patnáct tisíciletí bez počítačů lidstvo spíše oslabilo a rozhodne se, že stroje není třeba zničit, ale uzavřít s nimi mír. S tím souhlasí i Erasmus, který Idahovi věnuje veškeré své vnitřní vzpomínky a Idaho ve spojení se svými schopnosti nyní může na dálku ovládat všechny myslící stroje ve vesmíru. Khrone se pokusí o vzpouru, kterou se svými Tvarovými tanečníky po celá staletí připravoval, avšak Erasmus to celou dobu tušil a do všech Tvarových tanečníků umístil latentní virus, který nyní aktivuje a všichni Tvaroví tanečníci zahynou.
Ve vesmíru je tak nastolen nový řád, jemuž vládne Duncan Idaho a v němž lidé a myslící stroje žijí v míru a vzájemné spolupráci. Liet a Stilgar zůstanou na Qelsu, kde pomáhají přípravou planety na pouštní život. Leto II. se Sheenou vypustí červy z nákladového prostoru na Synchronizaci, kteří se zde lehce zabydlí a začnou planetu přetvářet na poušť. Leto se nechá jedním červem pozřít, a znovu se tak stane součástí vědomí písečných červů. Sheena pak na Synchronizaci založí ortodoxní benegesseritské Sesterstvo, které se stane přátelskou konkurencí Murbellinu Sesterstvu na Kapitule - obě školy tak mohou soupeřit a vzájemně se zlepšovat. Sama Murbella je vysvobozena, když se myslící stroje ocitnou bez vlády a znovu se setkává se svým milovaným Duncanem. Paul s Chani se vypraví na Arrakis, na níž, jak se ukáže, dokázali v hlubokém písku píseční červi přežít zničující útok Ctěných matre, a založí zde novou fremenskou komunitu. A Jessica s doktorem Yuehem se vrátí na svůj rodný Caladan, přičemž Duncan jí nechá vypěstovat nového gholu vévody Leta, a tak Jessica znovu získá ztracenou lásku.

## Rozpory
- Tvarové tanečníky mezi posádkou lodi, čítající kolem 150 lidí, nedokážou ani za několik let odhalit ani mentati Miles Teg a Duncan Idaho, ani Ctihodná matka Sheena, navzdory svým naprosto mimořádným duševním schopnostem. Zcela pominou, že rabbi zřejmým podvodem přemluvil Yueha k sabotáži, stejně jako fakt, že je Thufir spolu s Tegem a Duncanem jediný, kdo má přístup do uzamčených částí lodi. Dokonce ani po odhalení falešného Thufira Hawatta neprohlédnou, že k náhradě došlo na planetě Psovodů a druhým Tvarovým tanečníkem tudíž musí být rabbi.
- Murbella si je vědoma, že v jejím Sesterstvu i mezi odpadlickými Ctěnými matre skrytě působí Tvaroví tanečníci. Přesto ji nenapadne, že zřejmě dokázali infiltrovat i jiné významné posty v Impériu, jako je Kosmická gilda a Iks a nepodnikne v tomto směru žádné významné kroky (její agentky na Iksu jsou velice snadno odhaleny a rovněž nahrazeny Tvarovými tanečníky).
- Když se Murbella dozví, že se na Buzzelu objevil nový druh mořských červů, produkujících melanž, zcela tuto informaci pomine jako nedůležitou - přestože melanž je nejcennější a nejdůležitější surovinou ve vesmíru.
- Obyvatelé planety Qelsu nedokážou ani s vynaložením veškerých sil zastavit její proces přeměny na pouštní svět, ačkoliv je celý proces teprve v začátku. Přitom fremeni dokázali Arrakis proměnit z pouště na "zelený" svět pouze vlastní silou s minimálními technickými prostředky a prakticky v utajení.

## Česká vydání
Román vyšel v češtině v r. 2008 a 2023.